# When You Walk in the Room
When You Walk in the Room är en låt komponerad och först lanserad av Jackie DeShannon 1963 som b-sida till singeln "Till You Say You'll Be Mine". 1964 återsläpptes den som a-sida. Hennes version blev inte så särskilt kommersiellt framgångsrik och nådde #99 på Billboard Hot 100-listan. I Sverige gick hennes version bättre och nådde plats #9 på Tio i topp-listan. Låten handlar om den frustration man kan känna när en person man älskar kommer i närheten och man inte kan uttrycka sina känslor.
Låten blev betydligt mer känd när den brittiska gruppen The Searchers spelade in en gitarrbaserad cover på den och släppte som singel 1964. The Searchers hade redan innan haft framgång med "Needles and Pins" som också den först spelats in av Jackie DeShannon.

## Listplaceringar, The Searchers
| Lista (1964-1965) | Position                              |
| ----------------- | ------------------------------------- |
| Irland            | 4                                     |
| Storbritannien    | 3                                     |
| Sverige           | 20 (Kvällstoppen)                     |
| Sverige           | - (Testad på Tio i topp, ej inröstad) |
| USA               | 35 (Billboard Hot 100)                |